# Michalīs Pelekanos
Michalīs Pelekanos (in greco Μιχάλης Πελεκάνος?; Korydallos, 25 maggio 1981) è un cestista greco.
Alto 199 cm, gioca come ala piccola.

## Carriera

### Club
La sua carriera professionistica è iniziata tra le file del Peristeri, formazione della periferia ateniese con cui Pelekanos esordì in Eurolega, giocando le edizioni 2000-01 e 2001-02. Nel 2004 si trasferisce all'AEK Atene rimanendoci un biennio, prima di essere ingaggiato dal Panellīnios.
Il 2007 è l'anno del passaggio al Real Madrid, preludio ad un ritorno in patria con il contratto triennale da 2,1 milioni di euro firmato con l'Olympiacos. La stagione 2009-10 viene disputata in prestito al Maroussi, poi rientra alla casa base.

### Nazionale
Pelekanos è stato membro della nazionale greca. Nel 2007 è stato convocato per gli Europei in Spagna, mentre un anno più tardi ha partecipato alle Olimpiadi di Pechino.

## Palmarès
- Campionato greco: 1

Olympiakos: 2011-12
- Campionato rumeno: 1

Asesoft Ploiești: 2014-15
- Coppa di Grecia: 1

Olympiakos: 2010-11
- Eurolega: 1

Olympiakos: 2011-12